# Divadlo hudby a poezie Agadir
Divadlo hudby a poezie Agadir je neprofesionální divadelní soubor, který v roce 1965 založila Milena Fucimanová, profesorka češtiny na Střední všeobecně vzdělávací škole ve Valašských Kloboukách. Postupem doby se proměnil ve studentské divadlo, autorské divadlo až k současné podobě divadla hudby a poezie. V roce 1992 přesídlil do Brna.

## Historie
V prvním roce působení se valašskokloboučtí studenti pod vedením své profesorky Mileny Fucimanové účastnili soutěže recitačních souborů středních škol a učilišť. Pro své soutěžní vystoupení si vybrali skladbu švédského básníka Artura Lundkvista Agadir v překladu Josefa B. Michla a Antonína Přidala. Tato poema je básnickou bolestnou vzpomínkou na ničivé zemětřesení, které v roce 1960 postihlo marocké město Agadir. Básník zde v té době byl i se svou ženou jako turista, naštěstí tragédii přežil, ale už nikdy nezapomněl.
O apokalypse jednoho přestupného dne a noci podal básnické svědectví a lidské varování. Poema Agadir poprvé zazněla v podání nadšených studentů jako sborová recitace se sólovými vstupy. Natolik zaujala, že soubor nejen v soutěži zvítězil, ale nečekaně si odnášel i nezaměnitelné vlastní jméno: Agadir.
Pak následovaly roky, kdy studenti představovali veřejnosti poetická pásma a dramatické koláže z veršů českých i cizích autorů. Nechyběla klasika: K. H. Mácha, scénicky byly uvedeny fejetony „hravé i dravé“ Jana Nerudy, také několik apokryfů Karla Čapka, Šrámkův Stříbrný vítr, Holanova Noc s Hamletem,  Romance pro křídlovku Františka Hrubína, ale i jeho Hirošima.

## Spolupráce s výtvarníky
Soubor často spolupracoval i s výtvarníky. Uváděl nejen vernisáže, ale připravoval i vlastní poetická pásma inspirovaná moderními obrazy, byly to zejména oleje akademického malíře Zdeňka Matyáše. K nejvýraznějším  patřila kompozice veršů a obrazů s názvem Cesta na Uhrovec. V té době přišly na řadu i dramatizované pohádky, nejčastěji moderní verze klasických pohádkových motivů, ale i ohlasy oblíbených televizních seriálů pro děti, jako byl například pořad Mach a Šebestová. Dramaturgické pojetí souboru Agadir bylo vskutku panoramatické.

## Agadir po roce 1989
Výraznou koncepční změnou prošlo divadlo Agadir po roce 1989. Jednak mělo větší volnost a možnost výběru literatury vhodné pro scénické zpracování, jednak – a to je důležitější – v roce 1992 přesídlilo do Brna.
První dramaturgický plán byl nekompromisní: Divadlo dalo své služby těm básníkům, kteří za totality nemohli publikovat. Tak se  nastudovala hudebně poetická pásma z děl například Ivana Slavíka, Zdeňka Rotrekla, Karla Křepelky, Věroslava Mertla a dalších. Připravilo ekumenické pásmo z poezie autorů, kteří trpěli pro víru,  a toto pásmo se dokonce uvedlo i v Itálii.
Agadir se věnoval současné poezii i nadále, diváci mohli například poznat oblíbeného herce Miloně Čepelku jako básníka, nebo básnířku Jiřinu Axmannovou, Augustina Skýpalu či Zdeňka Janíka.
V roce 1998 se vedení ujal Ondřej Fuciman, který komponuje pro divadlo původní hudbu, a soubor změnil svůj původní název „Divadlo poezie Agadir“ do nynější podoby: „Divadlo hudby a poezie Agadir“.
V roce 2007 se mezi autory dokonce objevil i filozof Josef Šmajs a Agadir uvedl experiment: básnickou koláž  vědeckého pojednání Ohrožená kultura.
Ale nezapomínalo se ani na děti. Pro ně vznikly moderní verze pohádek, jako například Pět oříšků pro Popelku (2000) nebo Šípková Růženka po sto letech (2007).

## Agadir uvádí…
Nadšení zůstávalo, chybělo vhodné prostředí. Divadlo nemělo své domovské zázemí, bylo často odkázáno vystupovat na farách, ve školních zařízeních nebo v kavárnách.
Pomoc se nakonec přece jen naskytla. Střechu nad hlavou získal Agadir v Mahenově památníku Knihovny Jiřího Mahena Brně. Tak se zrodil i nový dramaturgický plán. V roce 2008 spatřil světlo světa velkoryse pojatý projekt: „Agadir uvádí…“.
Soubor se zaměřil především na díla začínajících či mediálně málo známých tvůrců bez ohledu věku. Angelos Morfeas, vlastním jménem Ermis Chalivopulos, Petr Moučka, Pavel Burlev, Taťjana Maťátková, Alena Slepičková, Eva Talpová, Ladislav Soldán, Radovan Jursa, Dušan Malíř, Hana Minaříková, Radek Dyma, Zita Malaníková, Radana Šatánková a další.
Agadir získával postupně stále větší popularitu, zájemců mezi autory přibývalo. A tak se postupně rodila pásma z veršů tentokrát už známých, často i populárních autorů: Roman Ráž, Vladimír Křivánek, Lubomír  Brožek, František Schildberger, Miloň Čepelka, Milan Hrabal, Jana Štroblová, Ivan Wernisch, Zdeněk Volf, Pavel Weigel, Ivo Odehnal, Olga Nytrová, Petra Rosette, Ivan Petlan, Ivo Harák, Vladimír Šrámek, Robert Fajkus, Alois Marhoul, Karla Erbová, Augustin Skýpala, Stanislav Kubín a další současní autoři. Dále pak Divadlo Agadir uvedlo i dva pořady in memoriam: Michal Ott a Jaroslav Holoubek.
Nelze opomenout ani na spolupráci se slovenskými autory. K prvním v Brně uváděným patří Marta Hlušíková, dále Etela Farkašová a Peter Mišák. Dodnes to v souhrnu čítá už hodně přes padesát autorů.
V této době už má Divadlo Agadir i své nahrávací studio a verše vybraných autorů vycházejí i na CD.
Nesmírně důležitou a vpravdě zásadní složkou se stala původní hudba, kterou komponoval především Ondřej Fuciman, ale svými skladbami se představila i Eva Gruberová a Peter Múdry. Z nejoblíbenějších a nejpopulárnějších písní z repertoáru jednotlivých představení vzniklo ojedinělé hudební CD s názvem Silný vývar (2009).

## Agadir: Na strunách naděje
Kle hledání cest a možností tímto nekončí. V roce 2013 přibyl další projekt, tentokrát s názvem Agadir: Na strunách naděje, a to ve spolupráci s Českým centrem Mezinárodního PEN klubu v Praze. Knihovnička PEN klubu laskavě předává všechny do češtiny přeložené knihy autorů, kteří ve své zemi nemohou svobodně psát, jsou často vězněni, pronásledováni či dokonce odsouzeni na smrt. A tak Divadlo Agadir naplňuje další své poslání: morálně pomáhat těm, kteří sami za sebe bojovat nemohou. K těmto autorům patří například Kurd Ahmed Aríf, Syřan Hosam Melhem, Tibeťanka Tsering Woeser, Kubánec Jorge Olivera Castillo, Číňan Liou Siao-po, devět íránských básnířek: Mana Aghaee, Roya Hakakian, Sheema Kalbasi, Bita Malakuti, Sheida Mohamadi, Shirin Razavian, Ladan Salami, Mahboubeh Shadzi, Sholeh Wolpe. Tento výčet zdaleka není uzavřen, následovala poezie íránské básnířky: Rosy Jamali, dramatizace prózy Kurda Haithama Husseina. Následovaly další premiéry: scénické čtení běloruské poezie, dva scénické projekty o osudech súdánské lékařky Meriam Ibrahim Ishag a osudu kanadského reverenda v Severní Koreji: Hyeona Lima, dále scénický večer ukrajinské poezie a další. Projekt je uváděn za finanční podpory Státního fondu kultury České republiky. Je velice cenné, že tato činnost už má i své odezvy mimo naši zemi, dokonce se naskytla i vzácná příležitost přivítat živě i jednu z íránských autorek, paní Bitu Malakuti a běloruského básníka Maxe Ščura.
Divadlo Agadir zároveň děkuje všem překladatelům, díky nimž bylo možno uvést tato významná a životně důležitá díla také v českém jazyce. Z arabštiny, čínštiny, perštiny, kurdštiny, angličtiny, španělštiny, běloruštiny a ukrajinštiny přeložili: Jana Břeská, Olga Lomová, Anna Svěráková, Martina Neradová, Karla Vrátná, Alain Bequivin, Michaela Bernkopfová, Anna Křížová, Yekta Uzunoglu, (přebásnil Václav Daněk), Radek Hasalík, Max Ščur, Sharhej Smatryčenka, Františka Sokolová, Milan Hrabal a Petr Kalina.

## Agadir a melodram
Postupně se v Divadle Agadir zrodil už téměř pozapomenutý hudební žánr: koncertní melodram – autorské hudební počiny Ondřeje Fucimana. K prvním patří Slavné ticho panovalo, který Ondřej Fuciman zkomponoval na slova Karla Hynka Máchy. Melodram byl uveden v jubilejním roce Máchova narození – 2010.
Pak v roce 2012 následovala Houslistka na verše Mileny Fucimanové, inspirované obrazy slovenské výtvarnice Květoslavy Fulierové.
V roce (2015) je uveden koncertní melodram zkomponovaný pro jubilejní představení – k padesátým narozeninám Divadla Agadir – s jednoduchým názvem Agadir. Základ tvoří opět slavná Lundkvistova báseň, se kterou soubor kdysi nastoupil svou dráhu. Koncertní melodram Agadir byl uveden několikrát v Brně a také v Praze. K základním složkám (hudbě, slovu a zpěvu) přibylo ještě vyjádření baletní.
K tomuto výročí udělila Divadlu Agadir Záštitu - francouzsky Parraine - Její Excelence velvyslankyně Marockého království v České republice, paní Souriya Otmani.
Zatím poslední melodram byl v roce 2017 zkomponován na slova slovenského básníka Petera Mišáka: Rút.
Divadlo hudby a poezie Agadir je kolektivním členem brněnského Sdružení Q - spolku hudebníků, výtvarníků i literátů nejen z Moravy.
V roce 2018 se Divadlo hudby a poezie Agadir stalo kolektivním členem Českého centra Mezinárodního PEN klubu v Praze.